# Paul Bartzsch
Paul Bartzsch (Berlín, Alemania, 24 de mayo de 1989)  es un músico alemán, es conocido por haber sido vocalista de la banda de metal industrial We Butter The Bread With Butter

## Discografía

### We Butter The Bread With Butter
- Projekt Herz (2012, Independiente)
- Goldkinder (2013, Independiente)
- Wieder Geil (2015, AFM Records)